# 落越友則
落越 友則（おちこし とものり）は、日本のアニメーションプロデューサー。株式会社アニプレックス執行役員専務、株式会社CloverWorks代表取締役会長。

## 経歴
SPE・ビジュアルワークス（後のアニプレックス）を経て、2005年にA-1 Picturesの設立に参加。取締役 制作グループ本部長を経て、2015年に代表取締役社長に就任。2016年にアニプレックス執行役員専務に就任。
2020年にソニー・ミュージックエンタテインメントに異動し、経営企画グループ本部長に就任。2023年、アニプレックスに戻り再び執行役員専務に就任。

## 履歴

### 学歴・職歴
- 2009年（平成21年）4月 - 株式会社A-1 Pictures取締役[2]。
- 2013年（平成25年）6月 - 株式会社アニプレックス執行役員[3]。
- 2015年（平成27年）4月 - 株式会社A-1 Pictures代表取締役社長[4]。
- 2016年（平成28年）4月 - 株式会社アニプレックス執行役員専務[5]。
- 2016年（平成28年）6月 - 株式会社A-1 Pictures取締役会長[6]。
- 2017年（平成29年）6月 - 株式会社A-1 Pictures非常勤取締役[7]。
- 2018年（平成30年）10月 - 株式会社CloverWorks非常勤取締役[8]。
- 2020年（令和2年）2月 - 株式会社ソニー・ミュージックエンタテインメント 経営企画グループ本部長[9]。
- 2023年（令和5年）4月 - 株式会社アニプレックス執行役員専務（現任）[10]。
- 株式会社CloverWorks取締役。
- 株式会社CloverWorks代表取締役会長（現任）[11]。

## 参加作品

### テレビアニメ
2005年
- かみちゅ! - プロデューサー
- BLOOD+ - プロデューサー、音楽プロデュース

2007年
- ロビーとケロビー - アニメーションプロデューサー
- おおきく振りかぶって - プロデューサー

2008年
- ペルソナ 〜トリニティ・ソウル〜 - 制作プロデューサー
- 鉄腕バーディー DECODE - 制作プロデューサー
- かんなぎ - プロデューサー
- 黒執事 - アソシエイトプロデューサー）

2009年
- 鉄腕バーディー DECODE:02 - 制作プロデューサー
- 戦場のヴァルキュリア - 制作プロデューサー
- FAIRY TAIL - プロデューサー（第1話 - 第38話・第73話 - 第175話）

2010年
- ソ・ラ・ノ・ヲ・ト - エグゼクティブプロデューサー
- おおきく振りかぶって 〜夏の大会編〜 - プロデューサー
- WORKING!! - エグゼクティブプロデューサー
- 閃光のナイトレイド - エグゼクティブプロデューサー
- 黒執事II - エグゼクティブプロデューサー
- 世紀末オカルト学院 - エグゼクティブプロデューサー
- 咎狗の血 - エグゼクティブプロデューサー

2011年
- フラクタル - プロデューサー
- 青の祓魔師 - エグゼクティブプロデューサー
- うたの☆プリンスさまっ♪ マジLOVE1000% - プロデューサー
- THE IDOLM@STER - 企画協力
- WORKING'!! - エグゼクティブプロデューサー

2012年
- 宇宙兄弟 - チーフプロデューサー
- つり球 - 制作統括
- ソードアート・オンライン - 制作統括
- 新世界より - プロデューサー
- 超速変形ジャイロゼッター - プロデューサー
- マギ The labyrinth of magic - プロデューサー

2013年
- 俺の彼女と幼なじみが修羅場すぎる - エグゼクティブプロデューサー
- ビビッドレッド・オペレーション - 制作統括
- うたの☆プリンスさまっ♪ マジLOVE2000% - プロデューサー
- 俺の妹がこんなに可愛いわけがない。 - 制作統括
- サーバント×サービス - エグゼクティブプロデューサー
- 銀の匙 Silver Spoon - 制作統括
- マギ The kingdom of magic - プロデューサー
- ガリレイドンナ - 制作統括
- ソードアート・オンライン Extra Edition - 制作統括

2014年
- 世界征服〜謀略のズヴィズダー〜 - チーフプロデューサー
- 龍ヶ嬢七々々の埋蔵金 - 制作統括
- FAIRY TAIL（第2期） - プロデューサー（第176話 - 第226話）→企画（第227話 - 第277話）
- ソードアート・オンラインII - 制作統括
- アルドノア・ゼロ - チーフプロデューサー
- ペルソナ4 ザ・ゴールデン - 制作統括
- 黒執事 Book of Circus - エグゼクティブプロデューサー
- まじっく快斗1412 - プロデューサー
- 七つの大罪 - エグゼクティブプロデューサー
- 四月は君の嘘 - 制作統括

2015年
- 冴えない彼女の育てかた - 制作統括
- アイドルマスター シンデレラガールズ - 制作統括
- 魔法少女リリカルなのはViVid - 制作統括
- 電波教師 - チーフプロデューサー（第1話 - 第12話）→製作指揮（第13話 - 第24話）
- ガンスリンガー ストラトス - 制作統括
- うたの☆プリンスさまっ♪ マジLOVEレボリューションズ - 企画
- GATE 自衛隊 彼の地にて、斯く戦えり - 制作統括
- WORKING!!! - 制作統括
- 学戦都市アスタリスク - 制作統括
- すべてがFになる THE PERFECT INSIDER - 制作統括

2016年
- 僕だけがいない街 - 制作統括
- 灰と幻想のグリムガル - 製作
- 逆転裁判 〜その「真実」、異議あり!〜 - 企画、チーフプロデューサー
- クオリディア・コード - 企画
- バッテリー - 企画協力
- 七つの大罪 聖戦の予兆 - エグゼクティブプロデューサー
- PERSONA5 the Animation -THE DAY BREAKERS- - 企画協力
- WWW.WORKING!! - エグゼクティブプロデューサー
- 夏目友人帳 伍 - 企画
- Occultic;Nine -オカルティック・ナイン- - エグゼクティブプロデューサー
- 舟を編む - 企画協力

2017年
- 青の祓魔師 京都不浄王篇 - エグゼクティブプロデューサー
- 亜人ちゃんは語りたい - エグゼクティブプロデューサー
- クズの本懐 - 企画協力
- GRANBLUE FANTASY The Animation - 企画協力
- 夏目友人帳 陸 - 企画
- 冴えない彼女の育てかた♭ - 企画
- DIVE!! - 企画協力
- 将国のアルタイル - エグゼクティブプロデューサー
- いぬやしき - 企画協力
- いつだって僕らの恋は10センチだった。 - エグゼクティブプロデューサー

2018年
- グランクレスト戦記 - 企画協力
- 七つの大罪 戒めの復活 - エグゼクティブプロデューサー
- 恋は雨上がりのように - 企画協力
- ダーリン・イン・ザ・フランキス - 企画
- ソードアート・オンライン オルタナティブ ガンゲイル・オンライン - 企画協力
- ヲタクに恋は難しい - 企画協力
- 抱かれたい男1位に脅されています。 - 企画協力
- ソードアート・オンライン アリシゼーション - 企画協力

2019年
- ソードアート・オンライン アリシゼーション War of Underworld - 企画協力

2020年
- 22/7 - 企画

### 劇場アニメ
2005年
- めざめの方舟 - プロデューサー

2010年
- 宇宙ショーへようこそ - プロデューサー

2012年
- 劇場版 FAIRY TAIL 鳳凰の巫女 - 製作
- 青の祓魔師 ―劇場版― - 制作統括

2013年
- 聖☆おにいさん - プロデューサー
- 劇場版 あの日見た花の名前を僕達はまだ知らない。 - 制作統括

2014年
- THE IDOLM@STER MOVIE 輝きの向こう側へ! - 制作統括
- 大きい1年生と小さな2年生 - 製作
- PERSONA3 THE MOVIE #2 Midsummer Knight's Dream - 制作統括
- 宇宙兄弟#0 - アニメーション制作統括

2015年
- PERSONA3 THE MOVIE #3 Falling Down - 制作統括
- 心が叫びたがってるんだ。 - 製作代表

2016年
- ガラスの花と壊す世界 - 製作
- PERSONA3 THE MOVIE #4 Winter of Rebirth - 制作統括
- 同級生 - エグゼクティブプロデューサー
- ずっと前から好きでした。〜告白実行委員会〜 - 製作委員会
- 傷物語〈II 熱血篇〉 - 協力
- 好きになるその瞬間を。〜告白実行委員会〜 - エグゼクティブプロデューサー

2017年
- 傷物語〈III 冷血篇〉 - 協力
- 劇場版 黒執事 Book of the Atlantic - エグゼクティブプロデューサー
- 劇場版 ソードアート・オンライン -オーディナル・スケール- - 制作統括
- 劇場版 魔法科高校の劣等生 星を呼ぶ少女 - エグゼクティブプロデューサー
- 劇場版 FAIRY TAIL -DRAGON CRY- - 製作
- 打ち上げ花火、下から見るか? 横から見るか? - 製作委員会
- 劇場版 Fate/stay night [Heaven's Feel] I.presage flower - 製作委員会

2018年
- 劇場版 七つの大罪 天空の囚われ人 - エグゼクティブプロデューサー
- 君の膵臓をたべたい - 製作委員会
- 劇場版 夏目友人帳 〜うつせみに結ぶ〜 - 製作委員会

2019年
- 劇場版 Fate/stay night [Heaven's Feel] II.lost butterfly - 製作委員会
- 劇場版シティーハンター 〈新宿プライベート・アイズ〉 - 製作委員会
- 冴えない彼女の育てかた Fine - 製作委員会

2020年
- 劇場版 ハイスクール・フリート - 製作委員会

### OVA
2002年
- R.O.D -READ OR DIE- - 広報（第3話）
- I'll/CKBC - 宣伝
- ヨコハマ買い出し紀行-Quiet Country Cafe- - 宣伝

2009年
- 鉄腕バーディーDECODE -THE CIPHER- - 制作プロデューサー

2011年
- 戦場のヴァルキュリア3 誰がための銃瘡 - 制作プロデューサー

### Webアニメ
2016年
- BROTHERHOOD FINAL FANTASY XV - 制作統括
- SHELTER - シニアプロデューサー

2018年
- DEVILMAN crybaby - 企画協力

2021年
- 夜の国 - エグゼクティブプロデューサー

### バラエティ番組
2018年
- 22/7 計算中 - プロデューサー

2020年
- 22/7 計算中 シーズン2 - プロデューサー

2021年
- 22/7 検算中 - エグゼクティブプロデューサー
- 22/7 計算中 シーズン3 - エグゼクティブプロデューサー

2022年
- 22/7 計算中 シーズン4 - エグゼクティブプロデューサー

2023年
- 22/7 計算中 シーズン5 - エグゼクティブプロデューサー

2024年
- 22/7 計算外 - エグゼクティブプロデューサー